# Hargicourt (Aisne)
Hargicourt – miejscowość i gmina we Francji, w regionie Hauts-de-France, w departamencie Aisne.
Według danych na styczeń 2014 roku gminę zamieszkiwały 572 osoby, a gęstość zaludnienia wynosiła 70,4 osób/km².